# Страдание и възторг (филм)
„Страдание и възторг“ (на английски: The Agony and the Ecstasy) е американски исторически драматичен филм от 1965 г., режисиран от Карол Рийд и с участието на Чарлтън Хестън като Микеланджело и Рекс Харисън като папа Юлий II. Филмът е частично базиран на едноименния биографичен роман на Ървинг Стоун от 1961 г. и разказва за конфликтите между Микеланджело и папа Юлий II по време на изписването на тавана на Сикстинската капела в периода 1508 – 1512 г. Филмът включва и саундтрак от композиторите Алекс Норт и Джери Голдсмит.

## Актьорски състав
- Чарлтън Хестън – Микеланджело Буонароти
- Рекс Харисън – папа Юлий II
- Даян Чиленто – Контесина де Медичи
- Хари Андрюс – Донато Браманте
- Алберто Лупо – дука на Урбино
- Адолфо Чели – Джовани де Медичи
- Джон Стейси – Джулиано да Сангало
- Томас Милиан – Рафаело

## Продукция
Филмовите права върху романа са купени от „Туентиът Сенчъри Студиос“ за 125 000 долара. Начело на студиото по това време е Питър Леватес, а Бърт Ланкастър е поставен начело на продукцията. През 1962 г. „Фокс“ почти се срива поради надхвърляне на разходите за редица филми, особено „Клеопатра“ . Това води до връщането начело на студиото на Дарил Занък. Той поставя сина си Ричард Занък начело на продукцията.
През януари 1963 г. Ричард Занък сключва договор с Филип Дън за написването на сценария. През ноември 1963 г. Чарлтън Хестън подписва договор за едната главна роля.  До януари 1964 г. са сключени и договорите с Карол Рийд като режисьор и Рекс Харисън във втората главна роля.

## Признания
Филмът е номиниран за пет награди Оскар:
- Най-добра артистична режисура (Джон Декуир, Джак Мартин Смит и Дарио Симони)
- Операторско майсторство (Леон Шамрой)
- Най-добър дизайн на костюми (Виторио Нино Новарезе)
- Най-добра оригинална музика (Алекс Норт)
- Най-добър звук (Джеймс Коркоран)

Номиниран е за две награди „Златен глобус“:
- Най-добър актьор (Рекс Харисън)
- Най-добър сценарий (Филип Дън)